# 니콜라이 레자노프

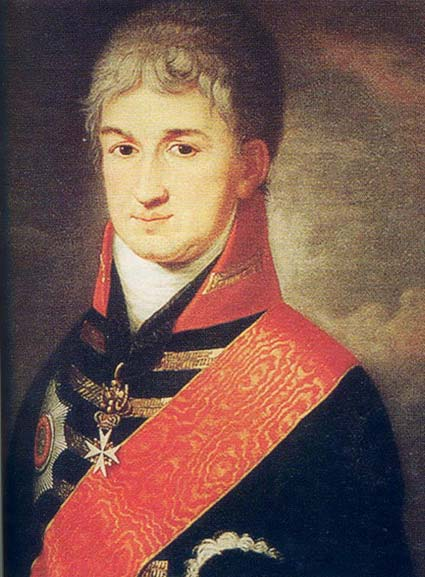

니콜라이 페트로비치 레자노프(러시아어: Николай Петрович Резанов, 1764년 3월 28일 - 1807년 3월 13일)는 러시아의 여행가로, 알래스카주와 캘리포니아주를 답사했다. 1804년에 주일 대사로 지냈다. 상트페테르부르크에서 태어났다.

## 같이 보기
- 니콜라이 무라비요프아무르스키 백작